# Camundo
Camundo (em latim: Camundus) foi um oficial militar bizantino ativo no tempo do imperador Leão I, o Trácio (r. 457–474). Sua posição é incerta, embora seja provável que fosse mestre dos soldados da Ilíria ou duque da Mésia Prima. Praticamente nada se sabe sobre ele, exceto que em 472 liderou expedição contra o rei sármata Babas, mas foi derrotado.